# They Say
«They Say» (с англ. — «Они говорят») — первый сингл альтернативной рок-группы Scars on Broadway. Был опубликован 28 марта 2008 года на официальном сайте и странице MySpace группы. Начиная с 28 мая 2008 года, песня была доступна для покупки в itunes Store; для скачивания была доступна 14 июля в iTunes (как «бесплатный сингл недели») и 29 июля 2008 года в видеоигре Rock Band. 
Позже песня вошла в саундтреки видеоигр Guitar Hero 5 и Colin McRae: Dirt 2.

## Track listing
- Автор и продюсер — Дарон Малакян.

### Digital Download
| №  | Название                 | Длительность |
| -- | ------------------------ | ------------ |
| 1. | «They Say (Они говорят)» | 2:48         |

### Винил
| №  | Название                          | Длительность |
| -- | --------------------------------- | ------------ |
| 1. | «They Say (Они говорят)»          | 2:48         |
| 2. | «Hungry Ghost (Голодный призрак)» | 3:37         |

## Клип
20 июня 2008 года Scars on Broadway выпустили видео на песню They Say. Официальная премьера клипа состоялась 27 июня на Yahoo!. Режиссёром клипа стал Пауль Минор. Сюжет: выступление группы на каком-то складе периодически перебиваются вырезками из новостей, рекламы и записями демонстраций.

## Позиция в чарте
| Чарт (2008)                           | Высшая позиция |
| ------------------------------------- | -------------- |
| U.S. Billboard Modern Rock Tracks     | 15             |
| U.S. Billboard Mainstream Rock Tracks | 25             |